# U-614
U-614 – niemiecki okręt podwodny typu VIIC z okresu II wojny światowej. Wyporność U-Boota wynosiła 769 ton w położeniu nawodnym i 871 ton pod wodą, a jego główną bronią było 14 torped o kalibrze 533 mm, wystrzeliwanych z pięciu wewnętrznych wyrzutni. Jednostka rozwijała na powierzchni maksymalną prędkość 17,6 węzła, jej zasięg przy prędkości 10 węzłów wynosił 8500 Mm.
Okręt został zwodowany 29 stycznia 1942 roku w stoczni Blohm & Voss w Hamburgu, a 19 marca 1942 roku wcielono go do służby w Kriegsmarine. Pływając w składzie 6. Flotylli U-Bootów, U-614 odbył trzy patrole bojowe, podczas których zatopił jeden statek o pojemności 5730 BRT. 29 lipca 1943 roku na północny zachód od przylądka Finisterre U-614 został zatopiony wraz z całą załogą bombami głębinowymi przez brytyjski samolot bombowy Vickers Wellington ze 172. Eskadry RAF.

## Projekt i budowa
Jednostki typu VIIC były kolejnym ewolucyjnym ulepszeniem najliczniej budowanych w Niemczech okrętów typu VII. Poprzednik – typ VIIB – miał zbyt mały zasięg i za mało miejsca pod pokładem, by można było zainstalować sonar. Opracowany w 1938 roku projekt nowego okrętu różnił się od poprzedniej wersji m.in. zwiększoną grubością blach kadłuba sztywnego (z 16 do 18,5 mm, co zwiększyło maksymalną głębokość zanurzenia z 200 metrów do 250–280 metrów), przedłużeniem kadłuba o 60 cm i kiosku o 30 cm oraz powiększeniem zbiorników paliwa o 5,4 m³, co poprawiło zasięg. Powiększone rozmiary pozwoliły na instalację aktywnego sonaru S-Gerät, który uzupełniał pasywny Gruppenhorchgerät (GHG). Do zakończenia wojny do służby weszło 568 okrętów typu VIIC .
U-614 zamówiono 15 sierpnia 1940 roku . Został zbudowany w stoczni Blohm & Voss w Hamburgu jako jeden z 171 okrętów typu VIIC zamówionych w tej wytwórni . U-614 otrzymał numer stoczniowy 114 (Werk 114) . Stępkę okrętu położono 6 maja 1941 roku, a zwodowany został 29 stycznia 1942 roku .

## Dane taktyczno-techniczne

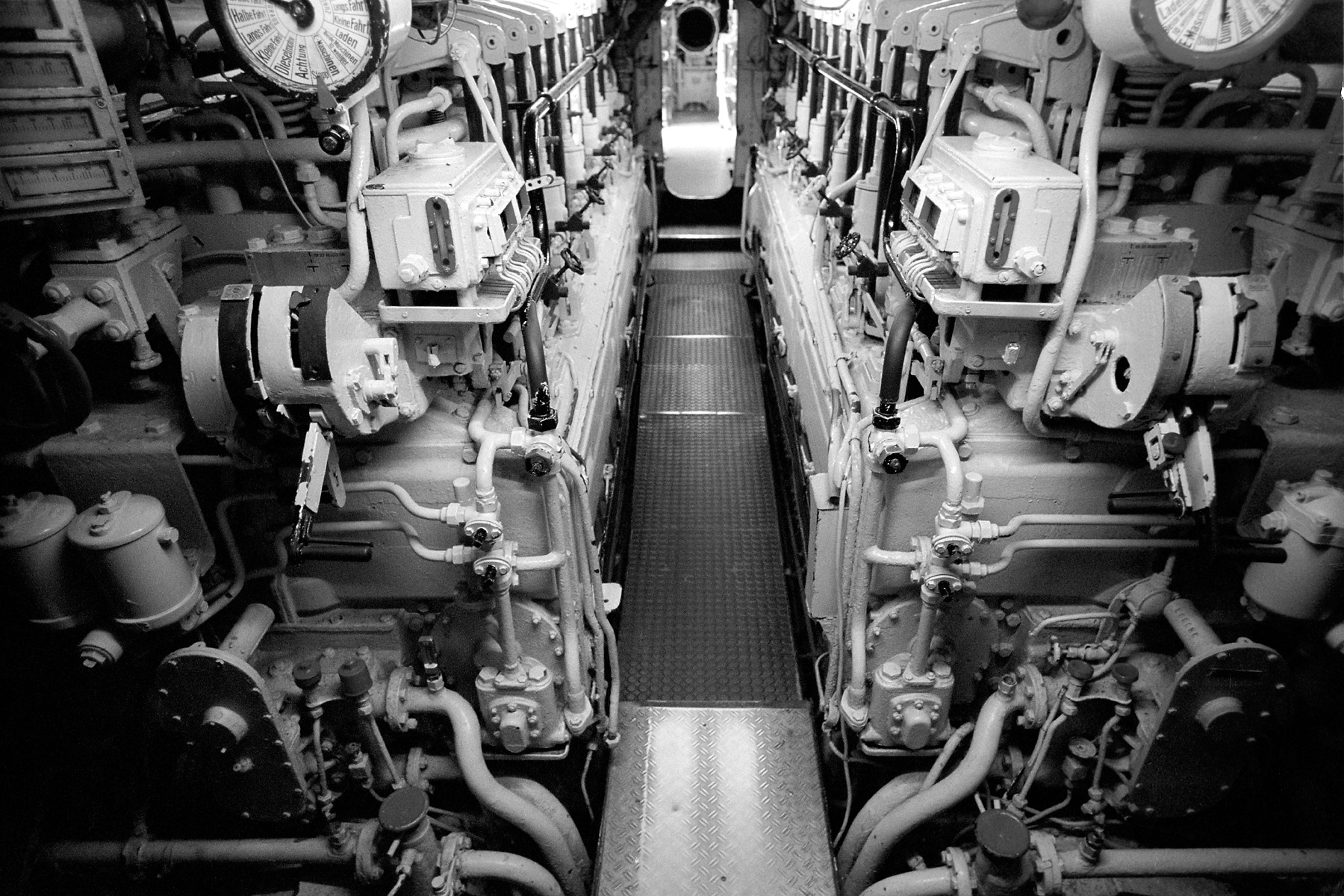
Wnętrze przedziału silników wysokoprężnych

U-614 był średniej wielkości okrętem podwodnym o konstrukcji dwukadłubowej. Długość całkowita wynosiła 67,1 metra, szerokość 6,2 metra i zanurzenie 4,74 metra . Wysokość (od stępki do szczytu kiosku) wynosiła 9,6 metra . Wykonany ze stali pancernej CM 351 o grubości 18,5 mm kadłub sztywny miał 50,5 metra długości i 4,7 metra szerokości. Podzielony był grodziami na sześć przedziałów wodoszczelnych: (od dziobu): I – przedział torpedowy ze sterami głębokości oraz GHG, II – przedział akumulatorów wraz z pomieszczeniami załogi, magazynem amunicji i toaletą, III – centrala z pomieszczeniem wielofunkcyjnym (mieszczącym drugą baterię akumulatorów, pomieszczenia załogi i kambuz), IV – przedział silników spalinowych, V – przedział silników elektrycznych, VI – rufowy przedział torpedowy ze sterami kierunku i głębokości. Kadłub ciśnieniowy otoczony był kadłubem lekkim wykonanym z blach o grubości 4–8 mm. Wyporność w położeniu nawodnym wynosiła 769 ton, a w zanurzeniu 871 ton.
Okręt napędzany był na powierzchni przez dwa 6-cylindrowe, czterosuwowe silniki wysokoprężne Krupp-Germaniawerft F46 z doładowaniem o łącznej mocy 3200 KM przy 470-490 obr./min, a pod wodą poruszał się dzięki dwóm silnikom elektrycznym prądu stałego BBC GG UB720/8 o łącznej mocy 750 KM przy 295 obr./min . Dwa wały napędowe obracały dwie śruby, zapewniając maksymalną prędkość 17–17,6 węzła na powierzchni i 7,6 węzła w zanurzeniu . Zasięg wynosił 8500 Mm przy prędkości 10 węzłów w położeniu nawodnym (3250 Mm przy prędkości maksymalnej) oraz 80 Mm przy prędkości 4 węzłów pod wodą (130 Mm przy 2 węzłach). Zbiorniki mieściły 113,47 tony paliwa, a energia elektryczna magazynowana była w dwóch bateriach akumulatorów AFA 33 MAL 800 E po 62 ogniwa o łącznej pojemności 9160 Ah, masie 62 tony i czasie rozładowania 20 godzin. Dopuszczalna głębokość zanurzenia okrętu wynosiła 100 metrów, a głębokość zgniecenia 250–280 metrów .
Okręt wyposażony był w pięć wyrzutni torped kalibru 533 mm (cztery na dziobie i jedną rufową), z łącznym zapasem 14 torped (wymiennie okręt mógł przenosić 26 min typu TMA lub 39 min typu TMB). Uzbrojenie artyleryjskie stanowiło umieszczone przed kioskiem działo pokładowe kalibru 88 mm SK C/35 L/45, z zapasem amunicji wynoszącym 220–250 naboi oraz pojedyncze działko przeciwlotnicze kalibru 20 mm C/38 L/65 . Jednostka wyposażona też była w pasywny sonar GHG i aktywny S-Gerät, a do obserwacji służyły dwa peryskopy Zeissa: bojowy i nocny .
Załoga okrętu składała się z czterech oficerów oraz 40 podoficerów i marynarzy.

## Służba
U-614 został wcielony do służby w Kriegsmarine 19 marca 1942 roku . Dowództwo okrętu objął por. mar. (niem. Oberleutnant zur See) Wolfgang Sträter, dowodzący wcześniej U-20 . U-Boot otrzymał numer poczty polowej M 44 065. 1 lipca 1942 roku dowódca U-614 Wolfgang Sträter otrzymał awans na stopień kpt. mar. (niem. Kapitänleutnant) . Do 31 stycznia 1943 roku załoga jednostki przechodziła szkolenie w składzie 8. Flotylli U-Bootów, operując z Gdańska .

### Pierwszy rejs bojowy
9 stycznia 1943 roku okręt wyszedł z Kilonii, udając się na swój pierwszy wojenny patrol . 1 lutego okręt został przyporządkowany do 6. Flotylli U-Bootów w Saint-Nazaire . W dniach 19–28 stycznia wchodził w skład wilczego stada „Landsknecht”  . 7 lutego o godzinie 4:11 na południowy wschód od przylądka Farvel U-Boot wystrzelił trzy torpedy w kierunku płynących w konwoju SC-118 statków, trafiając w zbudowany w 1935 roku uzbrojony brytyjski parowiec „Harmala” o pojemności 7300 BRT, płynący z ładunkiem 8500 ton rudy żelaza na trasie Rio de Janeiro – Trinidad (Kuba) – Nowy Jork – Halifax – Middlesbrough . Statek zatonął na przybliżonej pozycji 55°14′N 26°37′W/55,233333 -26,616667, a z jego załogi składającej się z 54 osób załogi zginęli kapitan, 31 marynarzy, 10 artylerzystów i sygnalista; 11 rozbitków zostało uratowanych przez francuską korwetę „Lobelia” (K05) . 9 lutego U-614 na zachód od Szkocji (na pozycji 55°57′N 19°45′W/55,950000 -19,750000) stał się celem ataku przeprowadzonego przez samolot bombowy B-17 z brytyjskiej 206. Eskadry RAF (pilot R.C. Patrick), w rezultacie czego został poważnie uszkodzony . Okręt zawrócił w kierunku Saint-Nazaire, docierając do bazy 26 lutego po 49 dniach spędzonych w morzu  .

### Drugi rejs bojowy
12 kwietnia U-614 wyszedł z Saint-Nazaire na swój drugi atlantycki patrol  . Między 15 a 18 kwietnia okręt wchodził w skład wilczego stada o nieznanej nazwie, od 19 kwietnia do 4 maja został przyporządkowany do stada „Specht”, po czym w dniach 4–6 maja operował w stadzie „Fink”  . Od 7 do 10 maja U-Boot należał do stada „Elbe”, a następnie „Elbe 1” (10–14 maja)  . 24 maja okręt podwodny powrócił do Saint-Nazaire, po 43 dniach spędzonych w morzu  .

### Trzeci rejs bojowy i utrata okrętu
Trzeci atlantycki patrol załogi U-Boota rozpoczął się 25 lipca, kiedy to okręt wyszedł z Saint-Nazaire udając się na zachód  . 29 lipca 1943 roku na północny zachód od przylądka Finisterre U-614 został zaatakowany sześcioma bombami głębinowymi przez brytyjski bombowiec Vickers Wellington G ze 172. Eskadry RAF, pilotowany przez Rowlanda G. Mussona . Realizując nowe wytyczne BdU w zakresie obrony przed lotnictwem okręt pozostał na powierzchni, broniąc się z nowo zamontowanego czterolufowego zestawu działek kalibru 20 mm Flakvierling 38. Pomimo tego U-Boot został zatopiony na pozycji 46°42′N 11°03′W/46,700000 -11,050000 wraz z całą, liczącą 49 osób załogą, po patrolu trwającym pięć dni  .

### Podsumowanie działalności bojowej
U-614 odbył trzy patrole bojowe, spędzając w morzu 97 dni . W ich trakcie zatopił brytyjski statek „Harmala” o pojemności 7300 BRT, na pokładzie którego zginęły 43 osoby .